# Lac Sibélius
Le lac Sibélius est un lac de la Grande Terre des îles Kerguelen dans les Terres australes et antarctiques françaises (TAAF).

## Géographie

### Situation
Le lac est situé sur le plateau Central dans la moitié aval de la vallée de l'Alster à 72 mètres d'altitude. Il occupe plus du tiers de la longueur de la vallée sur environ 5,4 km2.
Il possède deux bassins de longueurs assez équivalentes. Le bassin amont étroit (0,5 km), orienté est-ouest se courbe vers le sud-ouest à la jonction du bassin aval. Ce bassin aval plus large (1 km) forme une virgule dont la terminaison est orientée est-ouest. Le lac Sibélius est principalement alimenté par l'Alster qui le traverse d'est en ouest. Secondairement, le déversoir du lac Toulaz. vient par la rive sud compléter cet apport. À sa sortie du lac, l'Alster parcours plus de 5 km avant d'atteindre le fjord Bossière après le passage dans le lac Koeslin.

### Géologie
Géologiquement, le bassin amont semble correspondre à une faille est-ouest. La vallée recoupe des basaltes en plateau formés de couches subhorizontales, issues d'un volcanisme fissural.  En amont du lac, l'Alster donne naissance à un delta associé à des dépôts quaternaires. Ces dépôts recouvrent aussi en aval le fond de la vallée qui sépare le lac Sibélius du lac Koeslin.

### Toponymie
Le lac doit son nom au compositeur de musique finlandais Jean Sibelius (1865-1957).